# Das zweite Ich (1917)
Das zweite Ich ist ein 1916 gedrehtes, deutsches Stummfilm-Mysteriendrama von Franz Hofer mit Fritz Achterberg und Mia Cordes in den Hauptrollen.

## Handlung
Am Sterbebett wünscht sich Lydia, die Witwe des Verbrechers Erich Storm, dass sie alles im Leben anders machen würde, wenn sie doch die Chance dafür bekommen würde. Im Fieberwahn scheint ihr dieser Wunsch erfüllt zu werden. Der Tod erscheint mit einer Phiole, und Lydia wird in ihre Jugend zurückversetzt. Trotz dieser zweiten Chance verläuft ihr Leben wie ehedem: Lydia ist verlobt mit ihrem Cousin Gaston, lernt aber eines Tages Storm kennen, der der Verlobte ihrer Freundin ist. Er verströmt eine Magie, der sich Lydia nicht entziehen kann, und sie verfällt ihm mit Haut und Haaren. Lydia erscheint ihr Vater, der ihr die Phiole aus der Hand schlägt, als sie den Inhalt einnehmen will. Damit bleibt sie für immer mit Storm verbunden, und ihr zweites Leben gleicht dem ersten. Als Lydia aus ihrer Fieberphantasie erwacht, packt sie die Erkenntnis, dass man das eigene Schicksal nicht steuern kann. Dann stirbt sie friedvoll.

## Produktionsnotizen
Das zweite Ich passierte im Oktober 1916 die deutsche Filmzensur und wurde mit Jugendverbot belegt. Die Uraufführung war im März 1917 im Tauentzienpalast zu Berlin. Der vieraktige Film besaß eine Länge von etwa 1500 Meter. In Österreich-Ungarn lief das Melodram am 30. November 1917 an.